# Scelolophia concoloraria
Scelolophia concoloraria är en fjärilsart som beskrevs av Louis Beethoven Prout 1934. Scelolophia concoloraria ingår i släktet Scelolophia och familjen mätare. Inga underarter finns listade.